# Anthospermum hirtum
Anthospermum hirtum là một loài thực vật có hoa trong họ Thiến thảo. Loài này được Cruse mô tả khoa học đầu tiên năm 1825.